# 俊姫
俊姫（としひめ、宝暦12年（1762年） - 天明6年（1786年））は、阿波徳島藩第11代藩主・蜂須賀治昭の正室。父は近江彦根藩第12代藩主・井伊直幸。母は側室で大武氏の娘・量寿院。
兄弟には井伊直尚、井伊直富、井伊直中、井伊直広、真田幸専、土井利義などがいる。徳島藩第12代藩主・蜂須賀斉昌の正室・穠姫は姪にあたる。

## 生涯
近江彦根藩主・井伊直幸と側室・ 量寿院（おかよ）の娘として生まれる。
後に阿波徳島藩主・蜂須賀治昭に嫁ぐ。しかし、天明6年（1786年）、江戸の徳島藩邸で没する。遺言により徳島県徳島市の万年山墓所に埋葬される。享年24。